# Beth (lettre)
Cette page contient des caractères spéciaux ou non latins. S’ils s’affichent mal (▯, ?, etc.), consultez la page d’aide Unicode.
Pour les articles homonymes, voir Beth et Bet.
| Phénicien                          | Syriaque                           | Hébreu                             | Arabe |
| ---------------------------------- | ---------------------------------- | ---------------------------------- | ----- |
| Beth                               | ܒ                                  | ב                                  | ﺏ     |
| Représentation phonémique (en)     | Représentation phonémique (en)     | Représentation phonémique (en)     | b     |
| Position dans l'alphabet           | Position dans l'alphabet           | Position dans l'alphabet           | 2     |
| Valeur numérique (Guematria/Abjad) | Valeur numérique (Guematria/Abjad) | Valeur numérique (Guematria/Abjad) | 2     |

Beth, Bet (même lettre que le vet sauf avec un point à l'interieur de la lettre en hébreu) ou Vet est la seconde lettre de nombreux abjad sémitiques, dont le phénicien, l'araméen, le syriaque ܒ, l'hébreu ב, et l'arabe bāʾ ﺏ. 
La lettre phénicienne est à l'origine du bêta (Β, β) de l'alphabet grec, du B de l'alphabet latin, ainsi que du Б et du В cyrilliques.
Sa valeur phonétique est, selon le contexte, une consonne occlusive bilabiale voisée (/b/) ou une consonne fricative labio-dentale voisée (/v/).

## Origine du beth
Le nom de la lettre signifie « maison » dans l'ensemble des langues sémitiques (hébreu: bayiṯ, arabe bayt, akkadien bītu, bētu, phénicien byt etc.) et provient du *bayt- proto-sémitique. 
Le beth semble dériver d'un pictogramme de la période du Bronze moyen, représentant une maison par acrophonie.

## Le beth en hébreu

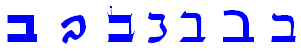
Différentes typographies du beth (de droite à gauche : Frank-Ruehl, Arial, David, Ktav Rashi, Ktav Sta"m, Cursive, Hayim

### Écriture et prononciation
Le ב hébreu est l'une des six « lettres doubles » (représentées par l'acronyme « BeGa"D KePHa"T ») dont chaque lettre représente deux phonèmes, le /b/ et /v/ en l'occurrence. Anciennement, la lettre Resh était incluse pour le spectrum בגדכפרת (voir: בגד - vêtement ou trahison. כפר - restitution, en signe d'offrande). 
Ceux-ci sont distingués, selon le système de ponctuation massorétique, par un point au centre de la lettre, appelé daguesh doux (בּ), qui signale la forme occlusive (/b/). La mutation consonantique se produit lorsque le beth se trouve en début de mot, ou derrière une lettre marquée d'un shva quiescent (muet). 
La forme fricative est appelée beth rafè dans la période médiévale de l'hébreu, mais veth en hébreu moderne. Elle a la même valeur phonétique que le vav en hébreu moderne, ce qui n'est pas le cas en hébreu biblique, ni en hébreu yéménite (où le vav est une consonne spirante labio-vélaire voisée /w/).
Beth (/beθ/) est la vocalisation tibérienne de la lettre, reprise dans les milieux académiques. L'hébreu moderne, parlé en Israël et par la plupart des hébraïsants, prononce bet (/bɛjt/) et vet, l'hébreu yéménite bei (/bej/) et vei, l'hébreu ashkénaze beis (/bejs/) et veis.

### Fonctions grammaticales
Le beth a plusieurs utilisations comme préfixe en hébreu (indépendamment de sa prononciation), pouvant être :
- une préposition d'accompagnement (hébreu : בי״ת עם beth 'im, beth [d']avec)

Genèse 2:24 : וְדָבַק בְּאִשְׁתּוֹ « [C'est pourquoi l'homme abandonne son père et sa mère, ] et s'unit à [avec] sa femme »
- une préposition de lieu (hébreu : בי״ת תוך beth tokh, beth [de] dans)

Lévitique 6:9 : מַצּוֹת תֵּאָכֵל בְּמָקוֹם קָדֹשׁ, בַּחֲצַר אֹהֶל-מוֹעֵד יֹאכְלוּהָ «  il sera mangé sous forme d'azymes, en [dans un] lieu saint: c'est dans le parvis de la Tente d'assignation qu'on doit le consommer. »
- une préposition d'instrument (hébreu : בי״ת הכלי beth hakli, beth de l'instrument)

Zacharie 4:6 : לֹא בְחַיִל, וְלֹא בְכֹחַ--כִּי אִם-בְּרוּחִי « Ni par la puissance ni par la force, seulement par mon esprit »
- une préposition de temps (hébreu : בי״ת הזמן beth hazman, beth du temps (ou de la durée))

Psaumes 114:1 : בְּצֵאת יִשְׂרָאֵל, מִמִּצְרָיִם « Lors de la sortie d'Israël de l'Égypte » (plus souvent traduit : « Lorsqu’Israël sortit de l'Égypte »)
- une préposition de cause

Osée 12:13 : וַיַּעֲבֹד יִשְׂרָאֵל בְּאִשָּׁה, וּבְאִשָּׁה שָׁמָר « Israël a été esclave pour [à cause d']une femme, et pour une femme, il a été pâtre. »

### Le beth dans la tradition juive
Le beth est la première lettre de la Torah, qui commence par בְּרֵאשִׁית (Berèshit, « au commencement »). Ce fait est à l'origine de nombreuses exégèses rabbiniques, les unes cherchant à savoir pourquoi la Torah ne commence pas par aleph, la première lettre de l'alphabet, les autres quels enseignements peuvent être tirés de ce beth  : 
- « Le monde a été créé avec un beth, et non un aleph, car aleph (א) est un signe de malédiction (ארירה arira), alors que beth est un signe de bénédiction (ברכה berakha)[2] » ;
- Pourquoi la Torah a-t-elle commencé avec la lettre beth ? Car de même qu'il ne s'ouvre que vers l'avant, il n'est pas bon de spéculer sur ce qui est antérieur à la création du monde[3],[2], selon les mots : « interroge donc les premiers âges, qui ont précédé le tien, depuis le jour où Dieu créa l'homme sur la terre, et d'un bout du ciel jusqu'à l'autre[4] » ;
- la Torah a commencé avec un beth, car il a deux pointes, l'une en haut, l'autre en bas et en arrière. La première désigne Celui qui l'a créé (car elle pointe vers les cieux), la seconde son Nom (car elle pointe vers la lettre qui la précède dans l'alphabet, l'aleph, dont la valeur numérique est un, allusion à YHWH notre Dieu est Un[5])[2].
- la Torah a commencé avec un beth (dont la valeur numérique est de 2) afin d'enseigner qu'il y a deux mondes, celui-ci et le monde à venir[2].

### Le beth dans la société israélienne
La valeur alphanumérique de beth étant de 2, 
- le lundi, deuxième jour de la semaine juive, est dit יום שני (yom sheni « second jour ») ou יום ב׳ (yom beth)
- la seconde année d'études primaires, équivalente au cours préparatoire, est appelée kita beth
- un produit commercial ayant mal passé les contrôles de qualité est dit soug beth (« second type »)

La Ligga beth de football n'est cependant pas la seconde ligue, mais la cinquième, étant précédée par la ligga aleph, la ligga artzit, la ligga leoumit et la liggat 'al) 
La sfat beth (langue beth) est un code de langage utilisé par les enfants, similaire à l'ubbi dubi en anglais, et le javanais en français. La chanson A-ba-ni-bi, qui a valu à Israël sa première victoire à l'Eurovision, en 1978, est composée en cette langue (du moins pour son refrain).

### Les nombres beth
Un nombre beth désigne, dans la théorie des ensembles, une hiérarchie de nombres cardinaux indexée par les ordinaux, obtenue à partir du dénombrable en prenant le cardinal de l'ensemble des parties pour successeur, et la borne supérieure (ou réunion) pour passer à la limite.

### Encodage

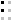
Le beth en écriture Braille.

Le veth en écriture Braille.

Le beth a la valeur E1 en code ASCII, et 05D1 en Unicode.